# میو تاناکا
میو تاناکا (田中 美央، تاناکا میو؛ متولد 4 ژوئیه 1974) بازیگر و صداپیشه  ژاپنی است که به خاطر حضور در فیلم هایی مانند سریال پادشاهی (2019-) و گودزیلا منهای یک (2023) شناخته می شود.